# 费尔南多·德纳波利
费尔南多·德纳波利（義大利語：Fernando De Napoli，1964年3月15日—），意大利男子足球运动员。他曾代表意大利国家队参加1986年和1990年国际足联世界杯，及1988年欧洲足球锦标赛。

## 榮譽
拿波里
- 義大利足球甲级联赛冠军：1986/87年、1989/90年
- 意大利盃冠军：1986/87年
- 意大利超级盃冠军：1990年
- 欧洲足協杯冠军：1988/89年

AC米兰
- 義大利足球甲级联赛冠军：1992/93年、1993/94年
- 意大利超级盃冠军：1993年
- 欧洲冠军盃冠军：1993/94年

### 个人榮譽
- 意大利共和國功績騎士勳章：1991年